# Ruedi Elsener
Rudolf «Ruedi» Elsener (* 18. Februar 1953 in Zürich) ist ein ehemaliger Schweizer Fussballspieler.

## Spielerkarriere

### Vereine
Ruedi Elsener spielte als Flügelstürmer für den Grasshopper Club Zürich, den FC Zürich, für Eintracht Frankfurt, Neuchâtel Xamax und schliesslich noch für Vevey und Yverdon. Seine Karriere begann er 1970 bei den Grasshoppers Zürich. Bereits zum Folgejahr war er mit seinem Team nahe daran, die Schweizer Meisterschaft zu gewinnen. Punktgleich mit dem FC Basel, reichte es aber wegen des schlechteren Torverhältnisses nur zu Rang zwei. Erst 1977/78 sollte es gelingen, den Titel zu sichern. Am 27. Mai 1978, am letzten Spieltag, konnten sich die Grasshoppers mit 4:2 gegen den FC Basel durchsetzen und sicherten sich so den nationalen Titel. Nachdem es bis zur 78. Minute noch 2:2 unentschieden gestand hatte, entschied Elsener durch einen Doppelpack die Partie zugunsten seines Teams. Im Wettbewerb um den UEFA Cup 1977/78 rückte die Schweizer Mannschaft ins Licht, als sie es schaffte, bis in den Halbfinal vorzurücken, wo man nach 3:2 und 0:1 gegen den französischen Vertreter SEC Bastia ausschied. Zuvor schlug man bereits Teams wie Eintracht Frankfurt und Dinamo Tiflis. Elsener war in beiden Halbfinalspielen mit von der Partie, konnte das Ausscheiden aber auch nicht verhindern. Ausserdem konnte man im gleichen Jahr in den Finale des Schweizer Cups einziehen. Nachdem die erste Partie gegen Servette FC Genève 2:2 ausgegangen war, musste ein Wiederholungsspiel ausgetragen werden, das Zürich mit 0:1 verlor. Mit guten Leistungen machte der Stürmer damals auf sich aufmerksam und weckte das Interesse anderer Vereine. Er belegte Platz drei in der Torschützenliste und wurde zum Schweizer Fussballer des Jahres gewählt.
Im Sommer 1978 verliess Elsener die Grasshoppers und schloss sich dem deutschen Club Eintracht Frankfurt an. Zwar kam er in 33 Bundesliga-Begegnungen zum Einsatz und war mit sechs Treffern hinter Werner Lorant und Bernd Hölzenbein drittbester Angreifer seines Teams, fühlte sich aber nie richtig wohl. Sein Bundesligadebüt gab Elsener am 12. August 1978 im Auswärtsspiel gegen den FC Schalke 04, als ihn Trainer Otto Knefler in der Startformation aufbot. Die Begegnung wurde mit 0:4 verloren.
Nach nur einem Jahr in Deutschland ging der Angreifer wieder in die Schweiz zurück und unterzeichnete beim FC Zürich. Mit diesem erreichte er 1981 erneut den Final um den nationalen Pokal, musste sich aber wieder geschlagen geben und mit 3:4 Lausanne-Sports den Vortritt lassen. Allerdings gelang es dem Team in der Spielzeit 1980/81, die Meisterschaft zu gewinnen. Damit ist er neben Mihai Tararache der Einzige, der mit beiden Zürcher Clubs einen Meistertitel feiern konnte. Nach 179 Pflichtspielen und 38 Toren trennten sich Elsener und Zürich, und der Offensivakteur wechselte zu Neuchâtel Xamax. 1985 schaffte er es mit seinem dritten Schweizer Verein, zum dritten Mal in das Endspiel des Schweizer Cups einzuziehen. Wieder unterlag er mit seiner Mannschaft. Nach zwei Jahren in Neuenburg verliess Elsener den Club wieder, um nach einem Jahr bei Vevey Sports in der Nationalliga B und einem weiteren bei Yverdon-Sport FC seine Karriere zu beenden.

### Nationalmannschaft
Elsener bestritt zwischen 1974 und 1983 insgesamt 48 Länderspiele für die Schweiz. In dieser Zeit wurde er von fünf verschiedenen Nationaltrainern in das Aufgebot berufen. Elseners Höhepunkt mit dem Team gab es 1982, als er gegen den amtierenden Weltmeister Italien das bedeutendste seiner sechs Tore zum 1:0-Sieg erzielte.

## Erfolge

### Vereine
- Schweizer Fussballmeisterschaft mit den Grasshoppers Zürich: 1978
- Schweizer Fussballmeisterschaft mit dem FC Zürich: 1981

### Individuell
- Schweizer Fussballer des Jahres: 1978

## Trainerkarriere
1994 war Elsener als Nachwuchstrainer beim FC Zürich aktiv. Heute ist er Versicherungsberater und Spielervermittler.